# Czubatka (Wysoczyzna Elbląska)
Czubatka – wzniesienie o wysokości 196,1 m n.p.m. na Wysoczyźnie Elbląskiej, położone w woj. warmińsko-mazurskim, w powiecie elbląskim, na obszarze gminy Milejewo.
Nazwę Czubatka wprowadzono w 1958 roku zastępując niemiecką nazwę „Hafer Berg” (Owsiana Góra).
Na południe od wzniesienia w odległości ok. 1 km znajduje się wieś Piastowo. Według przedwojennych map niemieckich wysokość wzniesienia wynosi 196,2 m n.p.m., zaś według map rastrowych zamieszczonych na Geoportalu wysokość wzniesienia wynosi 196,14 m n.p.m., również zarządzenie zmieniające nazwę podaje wysokość wzniesienia wynoszącą 196 m n.p.m.

Według tych danych wzniesienie to nigdy nie posiadało nazwy Góra Srebrna lub Srebrna Góra. Nazwa ta prawdopodobnie została błędnie przypisana temu wzniesieniu.